# Gorges de l'Abîme
Les gorges de l'Abîme sont situées sur le territoire de la commune de Saint-Claude dans le département du Jura en la région Franche-Comté.

## Géographie
Leur nom provient du torrent l'Abîme qui a creusé dans la roche des gorges profondes. Ce torrent est alimenté par plusieurs sources dont le trou de l’Abîme, qui possède une profondeur de 45 m.

## Histoire
Les lieux sont décrits par Alphonse de Lamartine en 1815, en 1900 est créée la Société électrométallurgique du Jura qui crée cette même année l'usine électrique de la Serre, alimentée par les eaux de l'Abîme via une conduite souterraine d'environ 500 m. En 1961 a lieu l’exploration du Trou de l'Abîme par deux plongeurs : Michel Letrone et Max Martin. En 1979, Dominique Guyetant et Robert Le Pennec font la première descente du torrent en canyonisme. 
La commune de Saint Claude décide de valoriser ce patrimoine naturel dans les années 1980 en créant des passerelles et un sentier de randonnée. 